# バッファロー・バイソンズ (1890年)
ここでは、1890年にアメリカ合衆国ニューヨーク州バッファローを本拠地として、プレイヤーズ・リーグに参加していたプロ野球チームである、バッファロー・バイソンズ（Buffalo Bisons）について記述する。

## 球団史
1890年のプレイヤーズ・リーグ創設時に結成されたチーム。前年にナショナルリーグのワシントン・ナショナルズに在籍していた選手を中心に構成されていた。内野手のサム・ワイズ、外野手のダミー・ホイ、エド・ビーチャーらが攻撃の中心だったが、チーム防御率が6.11と投手陣が機能しなかった。主力投手のジョージ・ハドックはリーグ最多の26敗を喫するなど、プレイヤーズ・リーグでは他チームに大きく離されての最下位に終わる。チームはこの年限りでリーグとともに解散した。

## 戦績
※順位は勝率による。
| 年度   | リーグ | 試合 | 勝利 | 敗戦 | 勝率 | 順位 | 監督                            | 本拠地          |
| ------ | ------ | ---- | ---- | ---- | ---- | ---- | ------------------------------- | --------------- |
| 1890年 | PL     | 134  | 36   | 96   | .273 | 8位  | ジャック・ロウ ジェイ・ファーツ | Olympic Park II |

## 所属した主な選手
- コニー・マック：捕手。1890年の打率は.266。死球数20はリーグ最多。
- ダミー・ホイ：外野手。バッファローでは打率.298、39盗塁、チーム最多の107得点を挙げた。
- ディーコン・ホワイト：内野手。バッファロー在籍時はプロ20年目で、同年引退。
- サム・ワイズ（英語版）：内野手。チームで唯一100打点以上を挙げた。
- ジョージ・ハドック（英語版）：投手。バッファローではリーグ最多の26敗だったが、翌年ボストン・レッズで34勝する。

## 主な球団記録
打撃記録
- 通算安打数：159（エド・ビーチャー）
- 通算本塁打：6（サム・ワイズ）
- 通算打点数：102（サム・ワイズ）
- 通算盗塁数：39（ダミー・ホイ）

投手記録
- 通算勝利数：9（バート・カニンガム、ジョージ・ハドック）
- 通算奪三振：123（ジョージ・ハドック）